# Jenarco
Jenarco fue un general griego de la Liga Aquea en la Antigua Grecia, que sirvió sólo durante un año: 175-174 a. C..
Jenarco fue enviado a Roma como embajador por los aqueos, con el propósito de renovar su alianza con los romanos, y de supervisar el progreso de las negociaciones con referencia a los Lacedemonios. Sorprendió al fijar su firma al acuerdo sobre este último tema, a sugerencia de Tito Quincio Flaminino. Encontró medios para entrar en relaciones amistosas con Perseo de Macedonia y fue entonces, cuando era general de los aqueos (174 a. C.), que Perseo consiguió presentar su carta sobre los esclavos fugitivos de los aqueos ante la asamblea.